# Tokmok
Tokmok je město v severním Kyrgyzstánu. Leží v Čujském údolí asi 65 kilometrů východně od Biškeku, kyrgyzstánského hlavního města. Na své severní hranici sousedí s Kazachstánem a řekou Ču, která hranici v místě utváří. V roce 2024 ve městě žilo přibližně 90 tisíc obyvatel a šlo tak o páté nejlidnatější město v zemi. 
V letech 2003 až 2006 bylo město správním městem Čujské oblasti. Město bylo založeno kolem roku 1830 jako vojenské stanoviště spadající pod Kokandský chanát. Poté, co město dobyli Rusové, bylo vojenské stanoviště zničeno a město bylo znovu budováno od roku 1864. Asi 15 kilometrů od města se nachází Věž Burana, osm kilometrů jihozápadně pak leží starověké město Suyab, které bylo dříve hlavním městem Západoturkutského kaganátu. V roce 2009 tvořili 47 % obyvatel Kyrgyzové, 21 % Rusové, 17 % Dunganové a 9 % Uzbeci. V současnosti (2025) je město významné pro svůj sklářský průmysl. 